# 1the9
1the9 (hangeul : 원더나인, stylisé 1THE9, et prononcé Wonder Nine) est un boys band sud-coréen, originaire de Séoul, actif entre 2019 et 2020. Il est formé lors de l'émission Under Nineteen en 2018. Durant son existence, le groupe se compose de 9 membres : Yoo Yong-ha, Kim Tae-woo, Lee Seung-hwan, Shin Ye-chan, Kim Jun-seo, Jeon Do-yum, Jung Jin-sung, Jeong Taek-hyeon et Park Sung-won. Les membres finaux du groupe sont annoncés le 9 février 2019. et devaient initialement être promu sous PocketDol Studio pendant 12 mois. 
Après des retards liés à la pandémie de Covid-19, le groupe se sépare en août 2020.

## Histoire

### Origines
1THE9 se forme dans le cadre de la compétition télévisée Under Nineteen, diffusée sur MBC du 3 novembre 2018 au 9 février 2019. Sur les 57 participants, les 9 membres finaux sont choisis par les votes public et annoncés via une retransmission télévisée en direct. Lors de la diffusion finale, les membres finaux sont classés et choisis pour faire leurs débuts par les votes des fans. Il est annoncé que les gagnants feraient un V LIVE pour remercier les fans deux heures après le show. Le nom du groupe est dévoilé au même moment,. Il est annoncé plus tard que le directeur de l'équipe vocale, Crush, écrirait et produirait le premier single du groupe.
Bien que leurs débuts officiels étaient prévus pour avril, les membres participeront au Under Nineteen's Final Concert le 23 février 2019 en interprétant des chansons de l'émission avec les autres candidats. Depuis la fin de la compétition, les membres interprètent le single Like a Magic dans des émissions musicales et l'utilisent comme single de promotion avant leurs débuts.

### XIXetBlah Blah(2019)
Le 22 février 2019, il est annoncé que leurs débuts officiels étaient fixés au 12 avril avec un concert plus tard dans le mois accompagnant leurs débuts au Japon. Il est également annoncé qu'une émission de téléréalité pour le groupe commencerait à être diffusée le 22 mars. Leurs débuts au Japon sont suspendus, MBK souhaitant d'abord se concentrer sur les promotions du groupe en Corée du Sud. Une série de bandes-annonces individuelles est publiée par membre avant l'annonce des dates des promotions. Le 5 avril 2019, le nom de l'album se révèle être XIX avec la chanson titre Spotlight. Un premier morceau Domino avec Crush sort le 7 avril 2019, précédant leurs débuts officiels le 13 avril. 1THE9 commence à faire la promotion de l'album avec Spotlight dans diverses émissions musicales,.
Le 17 avril 2019, ils font leur première apparence scénique lors d'une émission spéciale V LIVE d'une heure et trente minutes. Ils interprètent 3 chansons, jouent à des jeux, et annoncent que le nom du fandom et sa couleur seraient respectivement Wonderland et Lime Punch,,. Le 3 octobre 2019, il est annoncé qu'ils seraient de retour avec leur deuxième EP Blah Blah le 17 octobre.

### Dernières activités et séparation (2020)
Le 6 juillet 2020, il est annoncé qu'ils sortiraient leur troisième EP Turn Over le 16 juillet. Le 27 juillet 2020, il est confirmé que le groupe se séparerait officiellement le 8 août. Avant leur dissolution, le groupe sort son dernier EP Good Bye 1the9 le 5 août,.

## Filmographie

### Télévision
| Année     | Chaîne | Programme      | Réf.   |
| --------- | ------ | -------------- | ------ |
| 2018–2019 | MBC    | Under Nineteen | [ 19 ] |
| 2019      | MBC    | Wonderland     | ,      |

### Radio
| Année | Réseau   | Programme                           |
| ----- | -------- | ----------------------------------- |
| 2019  | MBC      | Idol Radio                          |
| 2019  | MBC FM4U | Noon Song of Hope de Kim Shin Young |

## Discographie

### EP
| Titre          | Détails | Meilleure position | Ventes         |
| Titre          | Détails | COR                | Ventes         |
| -------------- | --- | ------------------ | -------------- |
| XIX            | - Sortie : 13 avril 2019 - Étiquette : PocketDol Studio, Kakao M - Formats : CD, téléchargement, streaming | 7                  | - COR : 20 706 |
| Blah Blah      | - Sortie : 17 octobre 2019 - Label : PocketDol Studio, Kakao M - Formats : CD, téléchargement, streaming   | 15                 | - COR : 13 454 |
| Turn Over      | - Sortie : 16 juillet 2020 - Label : PocketDol Studio, Kakao M - Formats : CD, téléchargement, streaming   | 23                 | - COR : 11 920 |
| Good Bye 1the9 | - Sortie : 5 août 2020 - Label : PocketDol Studio, Kakao M - Formats : CD, téléchargement, streaming       | 24                 | - COR : 7 500  |

### Singles
| Titre     | Année | Meilleure position | Meilleure position | Album          |
| Titre     | Année | COR                | JPN                | Album          |
| --------- | ----- | ------------------ | ------------------ | -------------- |
| Spotlight | 2019  | —                  | —                  | XIX            |
| Blah      | 2019  | —                  | —                  | Blah Blah      |
| Bad Guy   | 2020  | —                  | —                  | Turn Over      |
| Count     | 2020  | —                  | —                  | Good Bye 1THE9 |

## Tournées
- 2019 : Under Nineteen Final Concert[27]